# اللجنة المركزية السوفيتية للحزب الشيوعي للاتحاد السوفيتي
اللجنة المركزية للحزب الشيوعي للاتحاد السوفيتي ( (بالروسية: Всесоюзный Центральный исполнительный комитет)‏ ) الهيئة الحاكمة الأكثر نفوذًا في الاتحاد السوفيتي خلال الفترات الفاصلة لجلسات مؤتمر عموم الاتحاد السوفيتي . تأسست في عام 1922 من قبل أول مؤتمر برلماني للجمهوريات السوفيتية (معاهدة إنشاء الاتحاد السوفيتي ) ، في عام 1938 تم استبداله بهيئة رئاسة مجلس السوفيت الأعلى.
في البداية تألفت اللجنة من أربعة أعضاء ، وبعد عام 1925 انضم ثلاث أعضاء اخرين. تم إنشاء الجمهوريات الكازاخستانية والقرغيزية الاشتراكية السوفيتية في عام 1936 ، وتم حلها بعد عامين فقط.

## وصف
تم إنشاء اللجنة التنفيذية المركزية مع اعتماد معاهدة إنشاء الاتحاد السوفيتي في ديسمبر من عام 1922. انتخب الكونغرس السوفيتي اللجنة التنفيذية المركزية لتحكم نيابة عنه عندما لا يكون مؤتمر السوفيت منعقدًا. انعقدت اللجنة التنفيذية المركزية من قبل هيئة رئاسة اللجنة التنفيذية المركزية.
بموجب الدستور السوفيتي لعام 1924 ، كانت اللجنة التنفيذية المركزية تتألف من مجلسين : مجلس الاتحاد السوفيتي (المندوبون المنتخبون) ومجلس القوميات (المندوبون المنتخبون إقليمياً). كانت هناك لجنة تنفيذية مركزية في كل جمهورية من الجمهوريات الفيدرالية:
- اللجنة التنفيذية المركزية لعموم روسيا في روسيا الاتحادية الاشتراكية السوفيتية
- اللجنة التنفيذية المركزية لعموم بيلوروسيا في جمهورية بيلوروسيا الاشتراكية السوفيتية
- اللجنة التنفيذية المركزية لعموم أوكرانيا في جمهورية أوكرانيا الاشتراكية السوفيتية
- اللجنة التنفيذية المركزية لعموم القوقاز في جمهورية ما وراء القوقاز SFSR

## قيادة

### الرؤساء
تألفت هيئة رئاسة اللجنة التنفيذية المركزية من 21 عضوا. تم انتخاب ممثل عن كل جمهورية مكونة (أربعة في البداية) كأحد مديري هيئة الرئاسة.
- جمهورية روسيا الاتحادية الاشتراكية السوفيتية : ميخائيل كالينين (30 ديسمبر 1922-12 يناير 1938)
- الجمهورية الاشتراكية السوفيتية الأوكرانية : غريغوري بتروفسكي (30 ديسمبر 1922-12 يناير 1938)
- جمهورية بيلوروسيا الاشتراكية السوفيتية : الكسندر تشيرفياكوف (30 ديسمبر 1922-16 يونيو 1937)
- جمهورية الاتحاد السوفيتي الاشتراكي عبر القوقاز :
  - ناريمان ناريمانوف (30 ديسمبر 1922-19 مارس 1925)
  - غازانفار موسابيكوف (21 مايو 1925 - يونيو 1937)

نظرًا لأن المزيد من الكيانات (عادةً الجمهوريات الاشتراكية السوفيتية المستقلة سابقًا) تم ترقيتها إلى وضع الجمهوريات المكونة لاتحاد الجمهوريات الاشتراكية السوفيتية ، فقد حصلوا على تمثيل بين مديري هيئة الرئاسة:

### أمناء رئاسة مجلس النواب
- 1922-1935 أفل ينوكيدزه
- 1935-1937 إيفان أكولوف
- 1937-1938 ألكسندر جوركين

### رؤساء القوميات في الجمهوريات السوفيتية
- ميكولا سكريبنيك

## السلطات
حدد الدستور السوفيتي لعام 1924 صلاحيات لجنة الانتخابات المركزية في البرلمان السوفيتي على النحو التالي:
- دعوة مؤتمرات السوفيتات
- انتخاب مجلس مفوضي الشعب (سوفناركوم)
- اعتماد المراسيم والقوانين التشريعية
- الإجراءات التشريعية والإدارية المنوطة بها